# André Rienzo
André Albanez Rienzo (São Paulo, 5 de julho de 1988) é um jogador de beisebol brasileiro.
Joga como arremessador, pelo Miami Marlins na Major League Baseball. Ele representou o Brasil no 2013 World Baseball Classic. Rienzo se tornou o segundo jogador brasileiro na MLB e primeiro a iniciar um jogo como arremessador. Originário de uma família de jogadores(as) de beisebol e softbol, iniciou sua carreira em Atibaia e Ibiúna, Interior de São Paulo, onde o beisebol é relevante.

## Carreira profissional
O Chicago White Sox assinou um contrato com Rienzo como agente livre internacional em 17 de Novembro de 2006. Iniciando nas Ligas menores, ele participou de 7 jogos (3 inícios) no White Sox 2 pela Dominican Summer League, onde obteve 1 vitória e 1 derrota com ERA de 7,63, eliminando 22 jogadores por strike (Strikeout) em 15,1 entradas.
Em 2008 Rienzo jogou entre os times White Sox 1 e 2 por 8 vezes (7 inícios), obtendo 5-1 (vitórias-derrotas) com um ERA 1,33, 44 eliminações por strike em 40,2 entradas.
Em 2009 Rienzo jogou pelo Bristol White Sox na Rookie-level (tipo de liga) Appalachian League (liga específica), por 13 jogos (9 inícios), obtendo 2-6 e ERA 4,14, e 49 eliminações por strike em 54,1 entradas.
Em 2010 Rienzo foi jogador do Kannapolis Intimidators na liga Class A (South Atlantic League), por 20 jogos (18 inícios), obtendo 8-4 e ERA 3,65, eliminando 125 jogadores por strike em 101 entradas.
Em 2011 Rienzo jogou no Winston-Salem Dash da Class A-Advanced (Carolina League), por 25 jogos (22 inícios), obtendo 6-5 e ERA 3,41, eliminando por strike 118 jogadores em 116 entradas. Ele foi escolhido para o All-Star (jogo das estrelas) da liga da Carolina.
Rienzo começou 2012 com o Winston-Salem, mas em 26 de abril Rienzo foi suspenso por 50 jogos após testar positivo para metabólitos de estanozolol. Depois da suspensão, Rienzo arremessou para o Birmingham Barons, clube já defendido por Michael Jordan, da Class AA (uma espécie de 3a. divisão) na Southern League, e ele também iniciou jogos em setembro pelo Charlotte Knights da Class AAA (divisão de base anterior a MLB) na International League. Iniciando 18 jogos, obteve 7-3 e ERA 2,53, eliminando por strike 113 jogadores em 103,1 entradas. Rienzo arremessou pelo Salt River Rafters na Arizona Fall League após a temporada de 2012, mas saiu antecipadamente para defender a Seleção Brasileira de Beisebol no classificatório do World Baseball Classic. O White Sox incluiu Rienzo em sua lista de 40 jogadores (jogadores ativos + jogadores que podem ser aproveitados imediatamente) ao final da temporada 2012.
Rienzo começou 2013 novamente com o Charlotte, obtendo 8-6 em 20 inícios com ERA 4,06 até ser promovido, obtendo um no-hitter (jogo completo em que o arremessador não cede nenhuma rebatida válida) em seu jogo final. Também participou do WBC 2013 em Março defendendo o Brasil contra Cuba e no jogo das futuras estrelas no mês de Julho. Em 30 de Julho, Rienzo foi promovido pelo White Sox substituindo Jake Peavy, envolvido em rumores de negociações. Rienzo fez sua estréia no mesmo dia contra o Cleveland Indians justamente contra seu compatriota Yan Gomes. Rienzo arremessou sete entradas cedendo 3 corridas não merecidas, 3 andadas (walks) e 6 eliminações por strike, obtendo um resultado sem decisão (nem venceu, nem foi derrotado) por 7-4 após os arremessadores reservas cederem mais corridas após sua substituição. Foi definido que ele participa de outros jogos na temporada na rotação titular.
Atualmente atleta do Miami Marlins, esteve presente em nove jogos da temporada regular pelo Chicago White Sox, clube que defendeu nas temporada de 2013 e 2014. Em 2015, após quase dois meses atuando na Triple A (principal liga de acesso para MLB) no time do New Orleans Zephyrs, afiliado do Miami Marlins, voltou a atuar pelo time da Flórida na elite do beisebol mundial. André participou de duas partidas pelos Marlins, com boas atuações, porém com o retorno de
lesão de um dos arremessadores titulares do time, retornou à liga de acesso.